# Cymopterus glomeratus
Cymopterus glomeratus är en flockblommig växtart som först beskrevs av Frederick Traugott Pursh, och fick sitt nu gällande namn av Thomas Nuttall. Cymopterus glomeratus ingår i släktet Cymopterus och familjen flockblommiga växter. Inga underarter finns listade i Catalogue of Life.